# New York Red Bulls 2016
 Questa voce raccoglie le informazioni riguardanti il New York Red Bulls nelle competizioni ufficiali della stagione 2016.

## Stagione
I New York Red Bulls terminano il campionato al 1º posto di Eastern Conference e al 3º nella classifica generale. Vengono eliminati al quinto turno di U.S. Open Cup dai Philadelphia Union, mentre in CONCACAF Champions League vincono il girone F. La fase a eliminazione diretta avrà luogo nel 2017.

## Maglie e sponsor
| Casa | Trasferta |

## Rosa

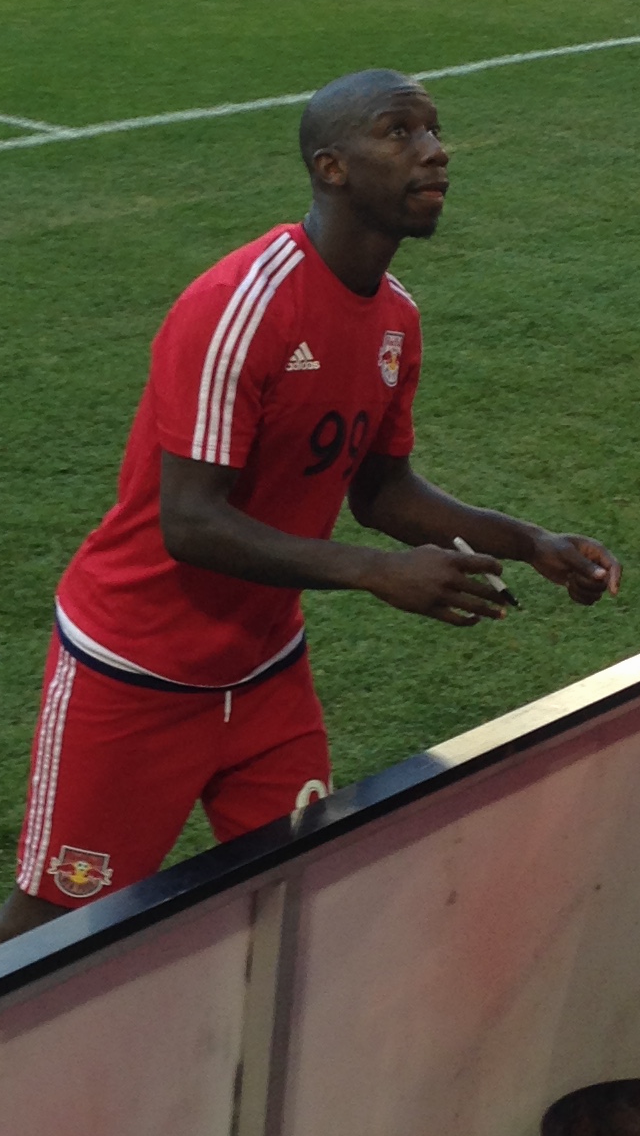
Bradley Wright-Phillips, il capocannoniere della squadra

| N. |                        | Ruolo | Calciatore             |
| -- | ---------------------- | ----- | ---------------------- |
| 3  | Ghana (bandiera)       | D     | Gideon Baah            |
| 4  | Stati Uniti (bandiera) | C     | Tyler Adams            |
| 5  | Stati Uniti (bandiera) | D     | Connor Lade            |
| 7  | Haiti (bandiera)       | C     | Derrick Etienne        |
| 8  | Brasile (bandiera)     | C     | Felipe                 |
| 11 | Stati Uniti (bandiera) | C     | Dax McCarty (capitano) |
| 13 | Stati Uniti (bandiera) | A     | Mike Grella            |
| 15 | Stati Uniti (bandiera) | C     | Salvatore Zizzo        |
| 16 | Stati Uniti (bandiera) | C     | Sacha Kljestan         |
| 18 | Stati Uniti (bandiera) | P     | Ryan Meara             |
| 19 | Stati Uniti (bandiera) | A     | Alex Muyl              |
| 20 | Stati Uniti (bandiera) | D     | Justin Bilyeu          |
| 21 | Stati Uniti (bandiera) | A     | Brandon Allen          |

| N. |                        | Ruolo | Calciatore              |
| -- | ---------------------- | ----- | ----------------------- |
| 23 | Francia (bandiera)     | D     | Ronald Zubar            |
| 24 | Stati Uniti (bandiera) | P     | Kyle Reynish            |
| 26 | Israele (bandiera)     | A     | Omer Damari             |
| 27 | Stati Uniti (bandiera) | C     | Sean Davis              |
| 30 | Argentina (bandiera)   | A     | Gonzalo Verón           |
| 31 | Stati Uniti (bandiera) | P     | Luis Robles             |
| 33 | Stati Uniti (bandiera) | D     | Aaron Long              |
| 55 | Francia (bandiera)     | D     | Damien Perrinelle       |
| 77 | Austria (bandiera)     | C     | Daniel Royer            |
| 78 | Francia (bandiera)     | D     | Aurélien Collin         |
| 92 | Giamaica (bandiera)    | D     | Kemar Lawrence          |
| 98 | Inghilterra (bandiera) | C     | Shaun Wright-Phillips   |
| 99 | Inghilterra (bandiera) | A     | Bradley Wright-Phillips |

## Statistiche

### Statistiche di squadra
| Competizione        | Punti | Totale | Totale | Totale | Totale | Totale | Totale | DR  |
| Competizione        | Punti | G      | V      | N      | P      | Gf     | Gs     | DR  |
| ------------------- | ----- | ------ | ------ | ------ | ------ | ------ | ------ | --- |
| Major League Soccer | 57    | 34     | 16     | 9      | 9      | 61     | 44     | +17 |
| Play-off            | -     | 2      | 0      | 0      | 2      | 1      | 3      | -2  |
| U.S. Open Cup       | -     | 2      | 1      | 0      | 1      | 2      | 2      | 0   |
| Champions League    | 8     | 4      | 2      | 2      | 0      | 5      | 1      | +4  |
| Totale              | -     | 42     | 19     | 11     | 12     | 69     | 50     | +19 |